# درختان کهنسال ایران

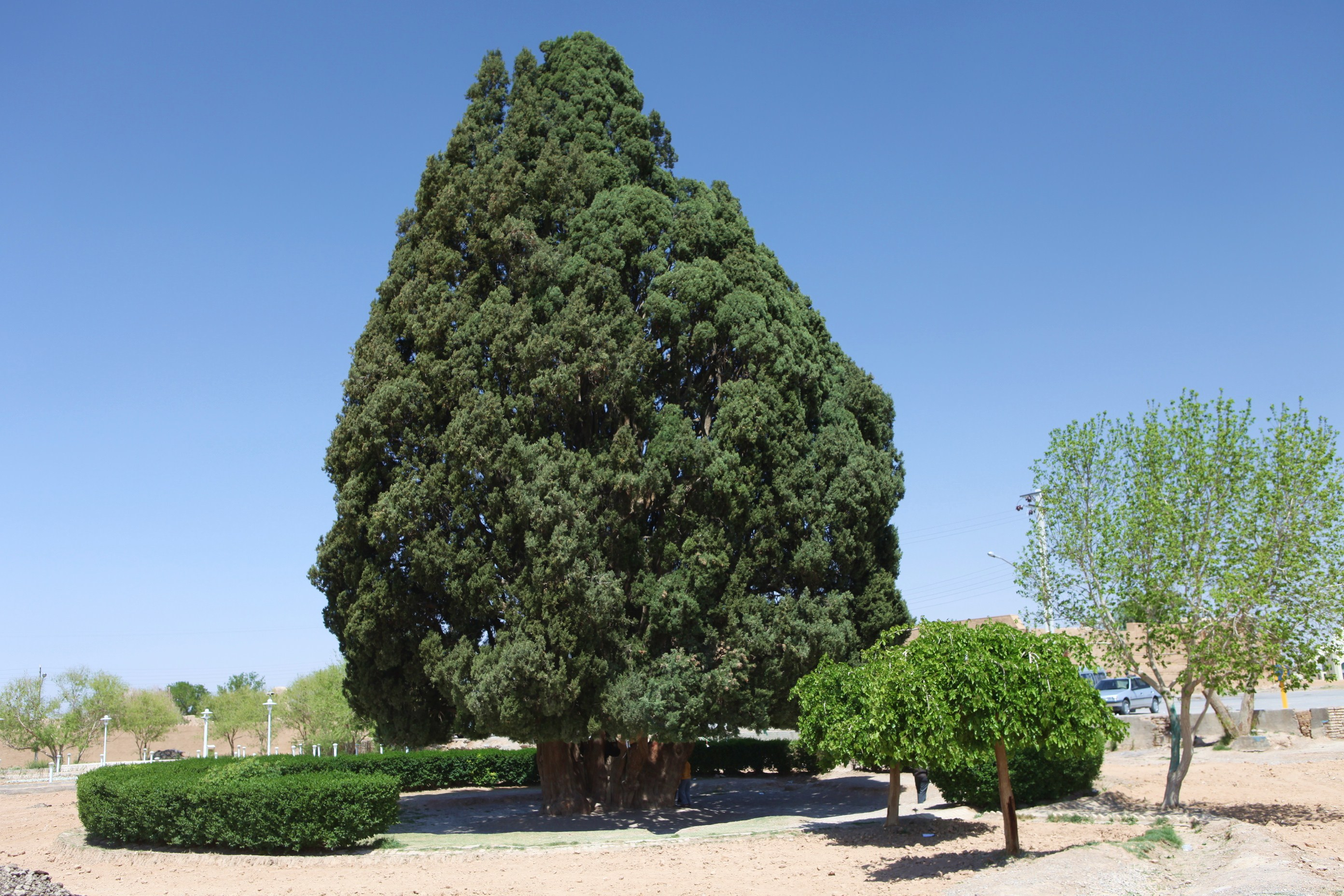
سرو ابرکوه کهنسال‌ترین درخت ایران که در استان یزد قرار دارد و یک میراث ملی به‌شمار می‌آید.

درختان کهنسال ایران به عنوان مخازن ژنتیکی، گیاهی، فرهنگی و حتی تاریخی در جهان شناخته می‌شوند و تلاش‌های بی شماری برای نگهداری و حفاظت از آنها صورت می‌گیرد. کیفیت، تعداد و تنوع درختان با عمر طولانی در ایران چشمگیر و حیرت‌انگیز است.
بیش از ۲۰۰۰ نمونه درخت با عمر طولانی در ایران شناسایی و اطلاعات آنها ثبت شده است. طول عمر دوره‌ای از زندگی درخت است که با پوسیدگی محدود یا گسترده قلب در تنه درخت شروع می‌شود. شروع دوره طول عمر متفاوت است و به گونه درختان بستگی دارد. شروع طول عمر در برخی از درختان زمان بسیار زیادی طول می‌کشد که آنها را به نمونه‌هایی بسیار ارزشمند با عمر طولانی تبدیل می‌کند.

## دلایل
زیستگاه‌های طبیعی مناسب، اهتمام ویژه به بهره‌وری بالای درختان، قرار گرفتن در اماکن تاریخی و مذهبی و اعتقادات مذهبی خاص از دلایل عمر فوق‌العاده طولانی مدت این درختان است.

## نمونه‌ها
در ایران درخت چنار خاوری (Platanus orientalis) با ۳۹۸ مورد، گردو ایرانی (Juglans regia)، ارس (Juniperus excelsa)، سرو (Cupressus sempervirens) و بنه (Pistacia atlantica) بیشترین فراوانی را دارند. کهنسال‌ترین درخت، سرو ابرکوه (با قدمت ۴۰۰۰ ساله) و پس از آن شهرستانک، ابرسج و ارس سرانی با قدمت ۲۷۰۰ تا ۲۸۰۰ سال قرار دارند. سن سرو قشلاق روستای‌نوروزی ۱۱۰۰سال قدمت و سن سروهای استند و اسفاد ۹۹۰ تا ۱۰۴۰ سال تخمین زده شده است.
سرو ابرکوه که سرو زرتشتی (Cupressus sempervirens) در ابرکوه در استان یزد ایران نیز نامیده می‌شود، یکی از درختان شناخته شده کهنسال در ایران است. برای این درخت با ارتفاع ۲۵ متر و محیط ۱۱٫۵ متر قدمت و عمری بیش از چهار هزار سال تخمین زده می‌شود و احتمالاً قدیمی‌ترین یا دومین شکل زندگی در آسیا است. تعیین سن دقیق درخت دشوار بوده است، اما کارشناسان قدمت آن را حدود ۴۰۰۰ سال تخمین می‌زنند. شرایط طبیعی مساعد محل آن را دلیل اصلی ماندگاری درخت می‌دانند. در مورد این درخت افسانه‌ای وجود دارد که می‌گوید این درخت اولین بار توسط زرتشت کاشته شد.

## حفظ و نگه‌داری
در دو دهه گذشته تلاش‌های زیادی در جهت معرفی درختان با عمر طولانی به سازمان‌های مسئول صورت گرفته است تا از آن‌ها حفاظت دقیق و علمی صورت گیرد.
سرو استند، سرو محمدآباد، سرو مولید، سرو اسفاد و سرو شیرگ پنج درخت سرو کهنسالی هستند که در فهرست میراث طبیعی ملی کشور به ثبت رسیده است. درخت سرو کهنسال روستای شیرگ زهان ۸۰۰ سال و سرو کهنسال محمدآباد تقریباً هزار سال قدمت دارد.
ارس، هُرس، هرست یا پیرو (در گویش‌های مختلف ایران نام آن متفاوت است) گونه‌ای سرو با ارزش و دیرزیست که در مناطق کوهستانی و در ارتفاع بیش از ۲۵۰۰ متر می‌روید. در دامنه جنوبی رشته کوه‌های البرز، رشته کوه‌های زاگرس، از آذربایجان تا خراسان و به ویژه در شرق کشور و در ارتفاعات به صورت عمومی یافت می‌شود. درخت ارس بسیار مقاوم و سازگار با هر نوع آب و هوا است و برگ‌هایش مانند دیگر گونه‌های سرو می‌باشد. این درخت دارای عمر طولانی بیش از دو هزار سال است و پراکندگی آن در سطح کشور تنها دو میلیون هکتار است. ارس از جمله درختان حفاظت شده به‌شمار می‌آید که قطع آن ممنوع است. ارس شهرستانک ۲۵۰۰ سال عمر دارد و در ارتفاع ۲۶۰۰ متری به حیات خود ادامه می‌دهد. این درخت تاریخی تنومند به نام محلی «هورست» و «پیر تودار» در استان البرز- شهرستان کرج- و در ضلع جنوب شرقی روستای شهرستانک قرار گرفته است. این درخت با ارتفاع ۱۷ متر و قطر ۱۳ متر و ۹۵ سانتی‌متر کهنسال‌ترین ارس ایران شناخته شده است. درخت کهنسال ارس سرانی دارای قطر برابر سینه معادل ۲۷۰ سانتی‌متر بوده، وسعت سطح تاج پوشش آن ۲۷۱ مترمربع را شامل می‌گردد و سن آن حدود ۲۷۰۰ سال تخمین زده می‌شود.
درخت گردوی کلوسه دارای میانگین قطر ۲۰۵ سانتیمتری یا محیط تنه ۶۴۴ سانتیمتری است که عمر این درخت بین ۵۰۰ تا ۵۵۰ سال تخمین زده شده است.

## نامزد ثبت جهانی
درختان کهنسال ایران یکی از نامزدهای ثبت جهانی یونسکو در ایران است. اطلاعات مربوط به پراکندگی، محیط و سن برخی از درختان با عمر طولانی شناسایی شده در ایران در جداول زیر نشان داده شده است. برخی از مهم‌ترین درختان با عمر طولانی در ایران:
| گونه                          | موقعیت                    | آدرس                                                                     | پهنا (سانتی‌متر)               | سن (سال)  | نقشه                 | منبع                        |
| ----------------------------- | ------------------------- | ------------------------------------------------------------------------ | ----------------------------- | --------- | -------------------- | --------------------------- |
| سرو ابرکوه سرو ناز            | استان یزد                 | شهرستان ابرقو                                                            | ۹۶۲                           | ۴۰۰۰      |                      |                             |
| سرو های طرز                   | استان کرمان               | شهرستان راور                                                             |                               | ۳۰۰۰-۱۵۰۰ |                      |                             |
| سرو لار                       | استان کهگیلویه و بویراحمد | شهرستان باشت                                                             | ۷۰۰                           | ۲۷۸۰      |                      | [ ۸ ]                       |
| چنار کیذقان سبزوار            | استان خراسان رضوی         | شهرستان ششتمد                                                            | ۶۰۰                           | ۲۵۰۰      |                      | [ ۹ ]                       |
| سرو بیزه سبزوار               | استان خراسان رضوی         | شهرستان داورزن                                                           | ۱۳۰                           | ۲۵۰۰–۲۰۰۰ |                      | [ ۱۰ ] [ ۱۱ ]               |
| سرو باغ‌مزار سرو ناز           | استان خراسان رصوی         | شهرستان کاشمر، شهر کاشمر                                                 | ۱۵۰                           | ۵۵۰       |                      | [ ۱۲ ]                      |
| سرو ده پابید سرو ناز          | استان سیستان و بلوچستان   | شهرستان خاش روستای دهپید ۲ کیلومتری روستا                                | ۴۴۵                           | ۶۰۰–۷۰۰   |                      | [ ۱۳ ]                      |
| سرو زربین سنگان سرو ناز       | استان سیستان و بلوچستان   | شهرستان خاش روستای سنگان محل عیدگاه نیرومد                               | ۷۵۷                           | ۳۰۰۰      |                      | [ ۱۴ ] [ ۱۵ ] [ ۱۶ ]        |
| سرو اسفاد سرو خمره‌ای          | استان خراسان جنوبی        | شهرستان زیرکوه، حاجی‌آباد، بخش مرکزی روستای اسفاد                         | ۷۳۰                           | ۹۹۰–۱۰۴۰  |                      | [ ۱۷ ] [ ۱۸ ]               |
| سرو استند سرو خمره‌ای          | استان خراسان جنوبی        | شهرستان قاین، شهرستان زیرکوه، بخش شاهکوه، در اراضی روستای استند          | ۶۸۴                           | ۹۰۰–۹۵۰   |                      | [ ۱۹ ] [ ۲۰ ]               |
| سرو محمدآباد سرو خمره‌ای       | استان خراسان جنوبی        | شهرستان زیرکوه، شهرستان حاجی‌آباد، روستای محمدآباد، در اراضی مزرعه روستا. | ۶۱۰                           | ۷۳۰–۷۸۰   |                      | [ ۲۱ ] [ ۲۲ ]               |
| سرو خمره‌ای                    | استان خراسان جنوبی        | تخت درمیان، روستای غورک، در باغات روستا                                  | ۶۸۴                           | ۸۰۰–۸۵۰   |                      |                             |
| ارس شهرستانک ارس              | استان البرز               | کیلومتر ۶۵ جاده کرج - چالوس، روستای شهرستانک، بازال دره                  | ۹۱۰                           | ۲۷۰۰–۲۸۰۰ |                      | [ ۴ ] [ ۲۳ ] [ ۲۴ ]         |
| ارس سرانی ارس                 | خراسان شمالی              | شیروان، منطقه گلور سارانی، حاشیه روستای سرانی، دامنه کوه کنجه خور.       | ۸۶۰                           | ۲۷۰۰–۲۸۰۰ |                      | [ ۲۵ ] [ ۲۶ ] [ ۲۷ ]        |
| ارس ابرسیج ارس                | سمنان                     | شهرستان شاهرود، بسطام، روستای ابرسیج                                     | ۷۶۷                           | ۲۷۰۰–۲۸۰۰ |                      |                             |
| ارس آرچه ارس                  | خراسان شمالی              | شهرستان جاجرم، بخش جاجرم، حومه روستای ارچه                               | ۶۹۵                           | ۱۸۰۰–۱۹۰۰ |                      | [ ۲۸ ]                      |
| چنار سیردان چنار              | قزوین                     | شهرستان قزوین، بخش طارم سفلی، شهر سیردان                                 | ۳۳۸                           | ۵۰۰–۱۰۰۰  |                      | [ ۲۹ ]                      |
| ارس بادرود ارس                | تهران                     | شهرستان فیروزکوه، روستای بادرود، نزدیک امامزاده اسماعیل                  | ۴۹۰                           | ۱۰۰۰–۱۱۰۰ | [ ۳۰ ] [ ۳۱ ] [ ۳۲ ] |                             |
| چنار سوهانک درخت چنار         | تهران                     | شهرستان شمیرانات، سوهانک، حیاط مسجد اصلی سوهانک                          | ۷۰۰                           | ۹۰۰–۱۱۰۰  | [ ۳۳ ]               |                             |
| صنوبر نظرعلی درخت تبریزی      | خراسان شمالی              | شهرستان شیروان، بخش سرحد، بخش جیرستان، روستای نظرعلی                     | ۸۱۲                           | ۳۰۰–۳۲۰   |                      | [ ۳۴ ] [ ۳۵ ]               |
| سپیدار                        | استان سمنان               | شهرستان مهدیشهر، بخش فولادمحله                                           | ۳۵۵                           | ۲۰۰–۲۵۰   |                      | [ ۳۶ ]                      |
| درخت گردوی کلوسه گردوی ایرانی | استان اصفهان              | شهرستان فریدن شهر، منطقه پشتکوه، روستای کلوسه                            | ۱۰۱۰                          | ۹۰۰–۹۵۰   |                      | [ ۳۷ ] [ ۳۸ ] [ ۳۹ ]        |
| گردوی ایرانی                  | خراسان شمالی              | شهرستان شیروان، دهستان سیوکانلو، روستای چپانلو                           | ۸۱۷                           | ۶۰۰–۶۵۰   |                      |                             |
| گردوی ایرانی                  | استان چهارمحال و بختیاری  | شهرستان بروجن، روستای ارگان، باغ خان                                     | ۸۱۰–۶۴۰                       | ۶۰۰–۵۵۰   |                      |                             |
| گردوی ایرانی                  | استان قزوین               | رجایی دشت، الموت غربی، بخش رودبار، روستای یارود، منطقه لات               | ۹۲۵                           | ۸۳۰–۸۸۰   |                      |                             |
| گردوی ایرانی                  | استان قزوین               | رجایی دشت، الموت غربی، بخش رودبار، روستای یارود، منطقه لات               | ۶۸۵                           | ۵۰۰–۵۵۰   |                      |                             |
| انجیر بنگالی                  | استان هرمزگان             | شهرستان میناب، بخش مرکزی، روستای چلوگاومیشی، در باغ هجینیروز             | ۱۷۱۰                          | ۲۵۰–۳۰۰   |                      | [ ۴۰ ] [ ۴۱ ] [ ۴۲ ] [ ۴۳ ] |
| بلندمازو                      | استان مازندران            | شهرستان بابل، بندپی شرقی، روستای گاوزن محله، جنگل ماندرکه                | ۱۵۴۵                          | ۵۵۰–۶۰۰   |                      |                             |
| بلندمازو                      | استان مازندران            | شهرستان بابل، بندپی شرقی، روستای گاوزن محله، جنگل وزیار                  | ۱۵۴۵                          | ۵۵۰–۶۰۰   |                      |                             |
| بلندمازو                      | استان مازندران            | شهرستان نوشهر، روستای نجارده، منطقه جلبن                                 | ۷۸۵                           | ۴۷۰–۵۲۰   |                      |                             |
| اوری                          | استان سمنان               | شهرستان مهدیشهر، بخش شهمیرزاد، حومه روستای رودبارک                       | ۷۲۰                           | ۵۵۰–۶۰۰   |                      |                             |
| چنار خاوری                    | استان البرز               | ۲۵ کیلومتری جاده کرج - چالوس، روستای گوراب، امامزاده شاهزاده حسین        | ۲۱۵۰                          | ۷۵۰–۸۰۰   |                      |                             |
| چنار خاوری                    | استان خراسان شمالی        | شهرستان جاجرم، روستای کتالی                                              | ۱۷۹۰                          | ۸۵۰–۹۰۰   |                      |                             |
| چنار خاوری                    | استان خراسان جنوبی        | شهرستان درمیان، روستای درمیان در منطقه دوشنگان                           | ۱۳۰۰                          | ۶۰۰–۶۵۰   |                      |                             |
| چنار خاوری                    | استان مازندران            | شهرستان نوشهر، روستای کینج                                               | -                             | ۷۰۰       |                      |                             |
| چنار خاوری                    | استان مرکزی               | شهرستان تفرش، جنب حسینیه ششنگ                                            | ۹۷۵                           | ۶۰۰–۷۰۰   |                      |                             |
| چنار خاوری                    | استان کرمان               | شهرستان برار، بخش هنزا، روستای کلدان، روبروی مسجد صاحب الزمان            | ۵۶۵                           | ۳۵۰–۴۰۰   |                      |                             |
| بنه                           | استان خراسان جنوبی        | شهرستان بیرجند، روستای راچ، حاشیه روستا                                  | ۶۲۵                           | ۸۰۰–۸۵۰   |                      |                             |
| سرو ناز                       | استان کرمان               | شهرستان ارزویه، بخش سوقان، روستای سوغان                                  | ۹۷۵                           | ۱۴۵۰–۱۵۰۰ |                      |                             |
| Pistacia khinjuk              | استان بوشهر               | نزدیک جاده بوشهر به گره بلده و کازرون، در منطقه بزپر.                    | ۳۷۰                           | ۵۵۰–۶۰۰   |                      |                             |
| بنه                           | استان چهارمحال و بختیاری  | شهرستان اردل در جاده چهاراز به روستای خوشه محدوده امامزاده جعفر          | ۵۷۵                           | ۴۲۰–۴۷۰   |                      |                             |
| کنار                          | استان فارس                | شهرستان کازرون، بخش جره بلده روستای کنارمکتاب                            | ۹۵۰                           | ۱۱۰۰–۱۲۰۰ |                      |                             |
| چنار                          | استان کرمانشاه            | شهرستان کرمانشاه طاق بستان، درخت شیرین و فرهاد (رحمت)                    | ارتفاع ۳۷٫۷ متر و با عرض ۸٫۴۶ | ۶۰۰       |                      |                             |
| اُرس                           | استان آذربایجان غربی      | ذخیره‌گاه جنگلی زینهار، شهرستان تکاب                                      | سه تنهٔ ۱/۵ متری               | ۱۶۰۰      |                      | [ ۴۴ ]                      |